# Wongaduif
De wongaduif (Leucosarcia melanoleuca) is een vogel uit de familie Columbidae (duiven).

## Verspreiding en leefgebied
Deze soort is endemisch in oostelijk Australië.